# B-learning
El B-Learning (formació combinada, prové de l'anglès blended learning). Consisteix en un procés docent semi-presencial; això significa que un curs donat en aquest format inclourà tant classes presencials com activitats d'aprenentatge virtual. Les classes presencials poden servir de tutoria, per fer activitats orals, per presentar conceptes nous i temes que després es tractaran en línia, per enfortir els lligams del grup o bé com a complement (conferències, activitats que requereixen tallers o materials...). Existeixen evidències d'impacte social de com l'aplicació de models de formació compartida estan permetent la inclusió digital de col·lectius tradicionalment exclosos dels processos de desenvolupament tecnològic.